# Ionolyce hyllus
Ionolyce hyllus är en fjärilsart som beskrevs av Waterhouse och Charles Lyell 1914. Ionolyce hyllus ingår i släktet Ionolyce och familjen juvelvingar. Inga underarter finns listade i Catalogue of Life.